# Neville Myton
Neville Fitzgerald Myton (* 28. Mai 1946; † 19. Mai 2021) war ein jamaikanischer Mittelstreckenläufer, der wegen seiner Sprintstärke auch in der 4-mal-400-Meter-Staffel eingesetzt wurde.
Bei den Olympischen Spielen 1964 in Tokio schied er über 800 und 1500 Meter im Vorlauf aus.
1966 siegte er bei den Zentralamerika- und Karibikspielen über 800 Meter und scheiterte bei den British Empire and Commonwealth Games in Kingston über 880 Yards im Vorlauf.
Bei den Panamerikanische Spiele 1967 in Winnipeg gewann er Bronze in der 4-mal-400-Meter-Staffel und wurde Sechster über 800 Meter.
Ebenfalls über 800 Meter gelangte er bei den Olympischen Spielen 1968 in Mexiko-Stadt im Vorlauf nicht ins Ziel und erreichte bei den British Commonwealth Games 1970 in Edinburgh das Halbfinale.

## Persönliche Bestzeiten
- 880 yds: 1:47,2 min, 15. August 1964, Kingston (entspricht 1:46,5 min über 800 m)
- 1500 m: 3:53,6 min, 1970